# Chengdu J-36
El Chengdu J-36 (chino: 歼-36; pinyin: jiānsānliù) es una designación especulativa dada por analistas militares a un avión trirreactor de ala doble delta sin cola en desarrollo por Chengdu Aircraft Corporation (CAC).
El 26 de diciembre de 2024 se avistó una aeronave, presuntamente un J-36, realizando vuelos de prueba en Chengdu, Sichuan, China. Dado que el número de serie de la aeronave (36011) comienza con «36», siguiendo la convención de la Fuerza Aérea del Ejército Popular de Liberación, este modelo se designó presumiblemente como J-36, pero la información adicional es limitada.

## Desarrollo e historia
En enero de 2019, el Dr. Wang Haifeng, diseñador jefe de Chengdu Aircraft Corporation (CAC), anunció que China había comenzado la investigación previa sobre un avión de sexta generación y predijo que el programa se haría realidad en 2035. El plan fue reiterado por los medios estatales chinos en 2021.
En 2018, Chengdu Aircraft Corporation presentó ocho propuestas para el diseño de cazas de sexta generación, y cuatro diseños fueron probados en túneles de viento de baja altitud.
En octubre de 2021, se avistó un avión de combate sin cola en las instalaciones de Chengdu Aircraft Corporation. La inteligencia y los rumores indicaban que los diseños chinos utilizarían una configuración de ala voladora sin cola o de punta de flecha voladora que puede proporcionar mayores características de sigilo de banda ancha en comparación con la generación anterior de cazas, nuevas tecnologías de propulsión, sensores mejorados que permiten que la aeronave opere junto con aeronaves de equipo no tripuladas o vehículos aéreos de combate no tripulados (UCAV), etc.
En septiembre de 2022, el general Mark D. Kelly de la Fuerza Aérea de los Estados Unidos (USAF), jefe del Comando de Combate Aéreo (ACC), sugirió que China estaba en camino de lograr las características mencionadas anteriormente para su programa de cazas de sexta generación, y creía que el diseño chino utiliza un enfoque de "sistema de sistemas" como el de Estados Unidos, que permite reducciones "exponenciales" en la firma furtiva y mejoras en la potencia de procesamiento y la detección.
En febrero de 2023, la Corporación de la Industria de Aviación de China (AVIC) compartió en redes sociales su concepto de avión de combate de sexta generación. El concepto presentado incluía alas en forma de diamante y un diseño sin cola, lo cual coincidía con imágenes anteriores publicadas en diversas presentaciones de AVIC.

### Aparición pública aparente
El 26 de diciembre de 2024, fotos y videos en línea mostraron que CAC había volado públicamente un prototipo de avión en Chengdu, Sichuan. La revelación coincidió con el avistamiento del Shenyang J-50 de su compañía hermana, Shenyang Aircraft Corporation. El avión fue visto volando alrededor de un aeropuerto propiedad de CAC y presenta un diseño de ala voladora sin cola trijet. Fue seguido por un caza furtivo biplaza Chengdu J-20S como avión de persecución. Algunas fotos mostraban el avión pintado con el número de código '36' en el fuselaje delantero, por lo que los analistas militares lo llamaron tentativamente J-36. Los analistas especularon que el avión podría ser un prototipo de caza de sexta generación o un diseño de prototipo de bombardero regional anteriormente conocido como JH-XX. Los observadores creían que el CAC decidió realizar el vuelo el 26 de diciembre en conmemoración del cumpleaños de Mao Zedong. La evidencia también sugirió que se produjeron múltiples manifestaciones antes del vuelo del 26 de diciembre.
El Ministerio de Defensa chino, el Ejército Popular de Liberación, la industria de aviación china y los medios estatales chinos no confirmaron ni informaron sobre las pruebas ni sobre las aeronaves. Aun así, los analistas creían que la falta de control sobre la difusión de las imágenes de video era intencional para incitar la discusión y los debates sobre los proyectos.

### Pruebas de vuelo
El 17 de marzo de 2025, aparecieron en redes sociales chinas imágenes y videos del segundo vuelo de prueba público del prototipo J-36. Las nuevas imágenes proporcionaron detalles adicionales, confirmando observaciones previas sobre la configuración de trirreactor con postcombustión, la entrada dorsal con entrada supersónica sin desviador (DSI), la cubierta aerodinámica de la cabina y los timones divididos en los bordes de salida exteriores de cada ala. En abril de 2025, se capturó el avión en primer plano durante una aproximación final.

## Diseño
El prototipo es un avión de ala volante sin cola trirreactor con una configuración de ala delta doble voluminosa, combinada y en forma de diamante. El caza es de gran tamaño, con un área de morro delgada y ancha y líneas de quilla de extensión del borde de ataque (LRX) que se extienden hasta la sección del ala. Detrás del radomo del morro están la cubierta, las ventanas electroópticas, posibles conjuntos de radar aerotransportado de visión lateral (SLAR), tren de aterrizaje delantero de doble rueda, dos entradas de caret bajo el ala, una entrada dorsal con entrada supersónica sin desviador, alas dobles delta con cinco superficies de control del borde de salida en cada ala (incluidos dos timones de flaps divididos en los bordes exteriores del ala), múltiples bahías de armas ventrales, dos juegos de tren de aterrizaje trasero con ruedas en tándem, sin estabilizador vertical y bahías de motor trirreactor con superficies de articulación de escape segmentadas. Las superficies de control de la aeronave parecían estar cubiertas de pieles flexibles.
El prototipo tiene una longitud estimada de 20–26 metros, una envergadura de aproximadamente 20 m, un área alar de más de 190 m2 y un peso máximo de despegue de 45.000–54.000 kg. Se desconocían los motores de la aeronave, incluidas las identidades, la disposición y las posibles diferencias de los tres motores montados. Se estimó que se montaron tres variantes modificadas del WS-10 o del WS-15, mientras que la posible instalación de sistemas de propulsión con otros regímenes de trabajo, como el estatorreactor y el motor de ciclo variable, sigue siendo especulativa. Los ángulos de flecha del ala indican una optimización aerodinámica hacia el supercrucero. El compartimento de armas principal tiene una longitud aproximada de 7,6 m (25 pies), aparentemente capaz de albergar misiles aire-aire PL-17 más allá del alcance visual o municiones aire-superficie de gran tamaño, flanqueado por dos compartimentos más pequeños.
Se especula que el diseño general de la aeronave enfatizará el sigilo de banda ancha en todos los aspectos, alta velocidad, larga resistencia, alta capacidad de carga útil, gran generación de energía y conocimiento de la situación multiespectral.

## Implicaciones estratégicas
Días después del vuelo de diciembre de 2024, el Secretario de la Fuerza Aérea de los Estados Unidos, Frank Kendall III, comentó que los esfuerzos de prueba y modernización de aeronaves experimentales de China eran esperados por la cúpula directiva de la Fuerza Aérea de los Estados Unidos (USAF), y que no afectaron al programa estadounidense Next Generation Air Dominance (NGAD), que fue puesto en pausa para su revisión. Bryan Clark, del Hudson Institute, sugirió que la aeronave Chengdu podría ser el adversario potencial de NGAD y dar a los planificadores estadounidenses incentivos para continuar con el programa NGAD. El oficial de la USAF, Andrew P. Hunter, reconoció que el J-36 puede alcanzar la capacidad operativa inicial (IOC) antes que los programas estadounidenses de cazas de sexta generación, pero creía que el sistema de la USAF probablemente produciría el mejor producto. Kenneth Wilsbach, del Comando de Combate Aéreo (ACC), pidió la continuación del programa NGAD, citando los riesgos que plantea el desarrollo de aeronaves chinas de sexta generación.
Los expertos aún no han llegado a un consenso sobre la función principal del J-36 ni sobre sus capacidades específicas. No está claro en qué generación de cazas a reacción se clasificaría ni en qué uso táctico, ya que sus capacidades detalladas no se conocen públicamente y los criterios para ser considerado un caza a reacción de "sexta generación" aún no están claramente definidos, Diversas opiniones consideran que el avión podría ser un caza de superioridad aérea, caza multifunción, interceptor, bombardero o avión de ataque a tierra. dado su gran tamaño, su bodega de carga alargada y su optimización aerodinámica para mejorar su velocidad y alcance.
Bill Sweetman, escribiendo para el Instituto Australiano de Política Estratégica, especuló que el J-36 podría servir como plataforma de lanzamiento de supercrucero para misiles de largo alcance y como centro de mando y control para otras aeronaves tripuladas y no tripuladas, y que el tamaño general y el rendimiento de vuelo del J-36 deberían clasificarse como una nueva categoría de aeronave, a la que denominó "crucero aerotransportado".
Justin Bronk, del Royal United Services Institute (RUSI), sugirió que las aeronaves tripuladas de gran tamaño pueden ofrecer ventajas estratégicas únicas para China y los EE. UU. en la región del Indopacífico, que tiene bases avanzadas limitadas y amenazas crecientes de misiles, drones y entornos de guerra electrónica (EW). Bronk argumentó que, si bien los sistemas distribuidos no tripulados, como las aeronaves de combate colaborativas (CCA), ofrecen una masa de combate rentable, su dependencia de los enlaces de datos los hace vulnerables a la interrupción de la EW, lo que destaca el valor perdurable de las aeronaves tripuladas como el J-36, que pueden operar de forma independiente en entornos disputados.